# Astrotricha brachyandra
Astrotricha brachyandra är en araliaväxtart som beskrevs av Anthony R. Bean. Astrotricha brachyandra ingår i släktet Astrotricha och familjen Araliaceae. Inga underarter finns listade.